# Dubravka Crnojević Carić
Dubravka Crnojević Carić (Tuzla, 17. lipnja 1961.) je hrvatska akademska glumica, redateljica, teatrologinja, hrvatska književnica, doktorica znanosti, profesorica na ADU.

## Školovanje
Rođena u Tuzli. Osnovnu školu i gimnaziju završila je u Osijeku. Studij glume na Akademiji za kazalište, film i TV Sveučilišta u Zagrebu,  u klasi prof. Joška Juvančića, a hrvatski jezik i književnost na Pedagoškom fakultetu u Osijeku. Magistrirala je na Filozofskom fakultetu u Zagrebu (Heteroglosija kao odraz društvenog i duhovnog protuslovlja u Slavoniji 18 stoljeća), a doktorirala na Filozofskom fakuktetu u Zagrebu (Gluma kao alteracija identiteta).

## Knjige
- Gluma i identitet (2008.)
- Melankolija i smijeh na hrvatskoj pozornici (2012.)
- Glumica: Penelopini zapisi (2013.)
- O kazalištu i drami tijekom stoljeća, Knjiga 1. (2014.)
- O kazalištu i drami tijekom stoljeća, Knjiga 2. (2017.)

## Uloge
- Leskovar, Slike žalosnih doživljaja, režija M. Ojdanić (HNK Osijek, sezona 1981/82); uloga Felix
- Moliere – Don Juan režija D. Munitić ( HNK Osijek, sezona 1982/83); uloga – Dona Elvira
- Šovagović – Sokol ga nije volio, režija J:Juvančić ( HNK Osijek, sezona 1983/84); uloga: Tonka
- Harms – Elizabeta Bam, režija D. Munitić (Teatar BAAM, sezona 1984/85); uloga – Elizabeta Bam
- Lorca – Dom Bernarde Albe, režija J.Juvančić ( HNK Osijek, sezona 1984/85); uloga: Martirija
- Krleža – Maskerata, režija G. Paro (TV Miniteatar Osijek, 1985/86); uloga: Columbina
- Erdman – Samoubojica, režija J.Juvančić ( HNK Osijek, sezona 1985/86); uloga:Maša
- Von Horvat – Priče iz Bečke šume, režija M. Međimorec ( HNK Osijek, sezona 1986/87); uloga: Valerija
- Pirandello – Večeras improviziramo, režija M.Carić ( HNK Osijek, sezona 1986/87); uloga:Momina
- Novak –Mirisi, zlato i tamjan, režija M. Carić ( KMD Dubrovnik, sezona 1987/88); uloga: Madona Markantunova
- Vojnović – Maškarate ispod kuplja, režija I. Kunčević ( KMD Dubrovnik, sezona 1987/88); uloga: Đive
- Eshil – Orestija (Agamemnon), režija M.Carić (Dubrovačke ljetne igre, 1987. i 1988.); uloga: Klitemnestra
- Držić – Dundo Maroje, režija P. Magelli (Dubrovačke ljetne igre, 1988.)
- Ibsen – Kuća lutaka, režija M.Carić (Kazalište Marina Držića, sezona 1988/89); uloga: gđa Linde
- Gundulić – Prozerpina ugrabljena, režija M.Carić (Kazalište Marina Držića, sezona 1989/90); uloga: Venera
- Shakespeare – Mjera za mjeru, režija I. Kunčević (Dubrovačke ljetne igre, 1990.); uloga:Marijana
- Bakmaz – Ispit iz hrvatske književnosti, režija M. Carić (Teatar ITD, 1992.); uloga: Studentica
- Nepoznati pisac iz 18. st. – Slavonska Judita, režija: M. Carić (HNK Osijek, 1993.); uloga:Judita
- Kaštelan –Posljednja karika, režija: Ž. Orešković (HNK Osijek, sezona 1995.); uloga:Ona
- Fassbinder - Gorke suze Petre von Kant, režija: D. Crnojević-Carić (Teatar PUKOTINA &Teatar ITD, 2000. i 2001.) uloga: Petra von Kant
- Lukić – Važno je biti pozitivan, režija: B. Armanini (Teatar ITD, 2004), uloga: Klara
- Ensler – Dobro tijelo (2009)
- I. B. Mažuranić – Šuma Striborova (2012)
- Ništa nije krivo 2 (2017.)

## Režija
- H.C. Andersen Djevojčica sa žigicama; (Dječje kazalište Osijek, 1995.) – zajedno s M.Carićem
- Z. Balog – Nećko svojeglavečko ili Ah ta današnja djeca (Dječje kazalište Osijek, 1995.)
- A.P.Čehov – Jednočinke (Narodno pozorište Tuzla, 1996.) – asistent redatelj
- Grimm- Matišić Vuk i sedam kozlića (Zagrebačko kazalište lutaka, 1998.)- zajedno s M.Carićem
- Mihaljević – Božićna priča; (Dječje kazalište Osijek, 1995)
- Gavran – Tata na dar (Dječje kazalište Osijek, 1995.) – zajedno s M. Carićem
- Andersen – Snježna kraljica (Dječje kazalište Osijek, 1999.)
- R. M. Fassbinder –Gorke suze Petre von Kant (Teatar &TD 2000.)
- Tamo se netko rađa:ja (Zagreb, 2001.)
- Tillina kutija (Zagrebačko kazalište mladih, Zagreb, 2002)
- O. Wild -Sretni kraljević (Osijek, 2003)
- D. Šimunović –Duga (Žar ptica, Zagreb, 2003)
- L.Bajuk – Kneja (Osječko ljeto, 2004)
- Eve Ensler – Vaginini monolozi 2007, 2008.
- Jagoda Truhelka – Zlatni danci 2008.
- Eve Ensler – Dobro tijelo, 2009.
- Poppins silazi, 2009.
- Andersen- Crnojević-Carić i Gašparović -Crvene cipelice, Žar ptica, 2011.
- V-day Bez rampe, MUS, Zagreb, 2011.
- I. Brlić Mažuranić - Šuma Striborova, POUVG, 2012.
- Laku noć majko (2014.)
- A lijepo sam ti rekla (2014.)
- Igra oko smrti / Lozinka: Krizanteme - Marijan Matković (2015.)
- Hura, Nosferatu! - Andrej A. Skubic (2016.)

## Nagrade
- Festival glumca 1996. – uloga Ona u predstavi Posljednja karika Lade Kaštelan
- Međunarodni lutkarski festival PIF 1996. – Grand prix za najbolju predstavu u cjelini (Djevojčica sa žigicama)
- Nagrada HDDU-a 1996. za najbolju predstavu u cjelini u kategoriji predstava za djecu i mladež (Djevojčica sa žigicama)
- Nagrada za najbolju režiju SLUK 1997. (Djevojčica sa žigicama)
- Nagrada publike za najbolju predstavu - Međunarodni lutkarski festival PIF 1998.(Vuk i sedam kozlića)
- Nagrada «Fabijan Šovagović» za najbolju glumicu - Festival glumca 2001. –– uloga Petre von Kant u Gorkim suzama Petre von Kant R.W. Fassbindera

## Filmografija

### Filmske uloge
- "Sokol ga nije volio" kao Martača (1988.)
- "Obećana zemlja" kao kolonistica omladinka u sudnici (1986.)
- "Put u raj" kao mlada gospođa (1985.)
- "Dom Bernarde Albe" (1984.)

### Televizijske uloge
- "Crno-bijeli svijet" kao Jadranka (2020.)
- "Zabranjena ljubav" kao doktorica Valentić i policajka Beti (2005. – 2006.)
- "Kad zvoni?" kao psihijatrica (2005.)
- "Smogovci" (1996.)

## Vanjske poveznice
- Dubravka Crnojević Carić - DANI HVARSKOG KAZALIŠTA
- Reiner Werner Fassbinder: Gorke suze Petre von Kant
- Dubravka Crnojević Carić - O predstavi Posljednja karika
- Dubravka Crnojević - Nora
- Dubravka Crnojević u predstavi Agamemnon
- Dubravka Crnojević u predstavi Maškarate ispod kuplja
- Dubravka Crnojević u predstavi Prozerpina ugrabljena
- Dubravka Crnojević u predstavi Prozerpina ugrabljena2
- Dubravka Crnojević u predstavi Večeras improviziramo
- Dubravka Crnojevic Caric - O kazalistu i drami tijekom stoljeca
- Dubravka Crnojević Carić - Lažna briga za drugoga
- Dubravka Crnojević Carić Penelopini zapisi
- Dubravka Crnojević Carić - Melankolija i smijeh na hrvatskoj pozornici
- DUBRAVKA CRNOJEVIĆ CARIĆ PREDSTAVILA TRI NOVE KNJIGE

- Meandar Dubravka Crnojević Carić